# Зведенівська сільська рада
Зведе́нівська сільська́ ра́да — адміністративно-територіальна одиниця та орган місцевого самоврядування в Шаргородському районі Вінницької області. Адміністративний центр — село Зведенівка.

## Загальні відомості
Зведенівська сільська рада утворена в 1920 році.
- Територія ради: 35,429 км²
- Населення ради: 1284 особи (станом на 2001 рік)
- Територією ради протікає річка Суха

## Населені пункти
Сільській раді підпорядковані населені пункти:
- с. Зведенівка

## Склад ради
Рада складається з 12 депутатів та голови.
- Голова ради: Бондар Віктор Дем'янович
- Секретар ради: Зарічняк Алла Іванівна

### Керівний склад попередніх скликань
| Прізвище, ім'я, по батькові | Основні відомості                                                 | Дата обрання | Дата звільнення |
| --------------------------- | ----------------------------------------------------------------- | ------------ | --------------- |
| Бондар Віктор Дем'янович    | Сільський голова, 1952 року народження, освіта вища, безпартійний | 26.03.2006   | 31.10.2010      |
| Бондар Віктор Дем'янович    | Сільський голова, 1952 року народження, освіта вища, безпартійний | 31.10.2010   | 25.10.2015      |
| Бондар Віктор Дем'янович    | Сільський голова, 1952 року народження, освіта вища, безпартійний | 25.10.2015   |                 |

Примітка: таблиця складена за даними сайту Верховної Ради України та ЦВК

### Депутати VII скликання
За результатами місцевих виборів 2015 року депутатами ради стали:

#### За суб'єктами висування
| Суб'єкт висування | Кількість обраних депутатів | %      |
| ----------------- | --------------------------- | ------ |
| Самовисування     | 12                          | 100.00 |

#### За округами
| № округу | Прізвище, ім'я, по батькові   | Ким висунуто  | Дата нар.  | Освіта              | Партійна приналежність | Відомості                                     |
| -------- | ----------------------------- | ------------- | ---------- | ------------------- | ---------------------- | --------------------------------------------- |
| 1        | Ододюк Юлія Леонідівна        | Самовисування | 05.05.1990 | вища                | безпартійна            | дитячий садок, вихователька                   |
| 2        | Андріяшена Любов Іванівна     | Самовисування | 06.04.1966 | загальна середня    | безпартійна            | Тимчасово не працює                           |
| 3        | Зарічняк Алла Іванівна        | Самовисування | 18.02.1976 | загальна середня    | безпартійна            | Зведенівська сільська рада, секретар          |
| 4        | Зоря Людмила Олександрівна    | Самовисування | 23.05.1963 | середня спеціальна  | безпартійна            | Зведенівський ФАП, санітарка                  |
| 5        | Кутнік Наталія Дмитрівна      | Самовисування | 05.06.1963 | середня спеціальна  | безпартійна            | Зведенівська школа, бібліотекар               |
| 6        | Гонорівська Тамара Леонідівна | Самовисування | 15.05.1962 | середня спеціальна  | безпартійна            | Шаргородське Т.ц. С. О., соціальний працівник |
| 7        | Марценюк Василь Петрович      | Самовисування | 23.03.1978 | професійно-технічна | безпартійний           | Тимчасово не працює                           |
| 8        | Свирида Сергій Васильович     | Самовисування | 01.05.1959 | вища                | безпартійний           | Зведенівська школа, учитель                   |
| 9        | Стаєцька Ірина Генадіївна     | Самовисування | 12.05.1985 | вища                | безпартійна            | Зведенівська сільська рада, головний бухг.    |
| 10       | Ругляк Марія Іванівна         | Самовисування | 03.02.1986 | професійно-технічна | безпартійна            | Зведенівська сільська рада, землевпорядник    |
| 11       | Мацьков Павло Васильович      | Самовисування | 20.06.1977 | середня спеціальна  | безпартійний           | ПП «Довіра», агроном                          |
| 12       | Залозний Віталій Сергійович   | Самовисування | 02.05.1994 | загальна середня    | безпартійний           | Тимчасово не працює                           |